# William Ugeux
William Ugeux, né à Bruxelles le 22 février 1909 et décédé à Bruxelles le 13 octobre 1997, était une grande figure de la résistance belge durant la Seconde Guerre mondiale. Il fut responsable du Service de renseignement Zéro puis Directeur général du Renseignement à Londres dont l'administrateur était Fernand Lepage. Historien de la résistance, journaliste, professeur, Ugeux a laissé une œuvre importante. Chrétien, il n'eut de cesse de prôner l'ouverture et la tolérance,.

## Biographie
William Ugeux était l'ainé d'une famille de sept enfants. Il fit ses humanités au Collège Saint-Michel à Bruxelles et entama ses études de Droit aux Facultés universitaires Saint-Louis. En 1929, il assura la direction de l'Universitaire catholique, organe de la Générale des étudiants catholiques. Désormais étudiant à l'UCL, il en fut un temps écarté en raison de sa signature de la Déclaration d'Oxford, manifeste pacifiste prônant la non-réaction en cas d'attaque, mais fut rapidement réintégré. En 1932, il s'inscrivit au barreau.
En 1933 il épousa Andréa Vercruysse (1908-1971), union qui demeura sans enfants. En 1934, après son doctorat en Droit à l'Université catholique de Louvain et tandis qu'il se destinait au barreau, le Cardinal Van Roey, sur les conseils de Jacques Leclercq, le plaça à la tête du journal Le Vingtième Siècle. Il en resta le rédacteur en chef jusqu'en 1940. D'octobre 1941 à juin 1942, William Ugeux fut le directeur du renseignement du Service de renseignement Zéro fondé par Fernand Kerkhofs, son adjointe étant Louise de Landsheere. En 1942, il se retrouva un temps directeur de la Libre Belgique clandestine. Il accomplit également une mission en France. Il fut en effet parachuté dans le Massif central la nuit du 23 au 24 août 1942 avec pour mission d'assurer au départ de la France et à travers la création d'un Poste de Courrier Belge (PCB) la coordination des services belges de renseignement. Il participa également à la mise sur pied de la filière d'évasion permettant de traverser les Pyrénées via le téléphérique de la scierie de Mendive.
En mars 1943, se sentant menacé et ayant confié le PCB à Mathieu De Jonge, il rallia l'Espagne puis Londres. Le 17 juin 1943, il fut promu Directeur général du Renseignement et de l'Action à la Sûreté de l'État en raison de sa bonne connaissance du terrain et du fait qu'Hubert Pierlot (qui le connaissait personnellement) cherchait à adjoindre à Fernand Lepage, jugé trop proche du SIS, un relais moins partial envers le Gouvernement belge en exil.
L'une de ses premières tâches fut de résorber le retard de transmission accumulé au cours des derniers mois. Il fut, entre autres, le chaînon londonien du réseau Socrate en recommandant à Philippe de Liedekerke (Claudius) et à André Wendelen (Tybalt) d'entrer en contact en Belgique occupée avec le jeune banquier Raymond Scheyven et l'encore plus jeune président de la Jeunesse Ouvrière Chrétienne, Victor Michel.
À la libération, William Ugeux fut un temps secrétaire général f.f. du Ministère de l'information. De 1945 à 1947, membre de l'Union démocratique belge (UDB), nouveau parti dont il avait contribué à la mise sur pied depuis Londres, il fut directeur de La Cité nouvelle puis de La Cité de 1950 à 1955. C'est lors de l'aventure de ce journal que son chemin croisa à nouveau celui de son compagnon en Résistance, Victor Michel pilier du Réseau Socrate qui était devenu secrétaire général-adjoint du Mouvement Ouvrier Chrétien (MOC). La Cité, qui se voulait, à l’instar du Het Volk en Flandre, proche du MOC, vit le jour en octobre 1950. William Ugeux en fut le directeur-rédacteur en chef. La Cité devint une voix progressiste unique car, contrairement à la presse socialiste, elle avait su, grâce à des rédacteurs comme William Ugeux, maintenir une distance entre ses combats et les voix officielles du MOC  ou du PSC avant sa mue humaniste,. Mais le journal était jugé trop wallonisant par son principal actionnaire flamand; 
Ugeux, déçu par les critiques, choisit de se retirer en 1955. Il devint professeur au département de communication sociale de l’Université catholique de Louvain. Il y enseigna, jusqu'en 1979, le droit de la communication.
Il collabora également à différents périodiques comme La Relève et La Revue nouvelle. Il dirigea ensuite l’Office de l’Information et des relations publiques pour le Congo et le Rwanda-Burundi (Inforcongo) puis créa l'Institut belge d’Information et de Documentation (INBEL), chargé de promouvoir l'image de la Belgique à l'étranger, il dirigera l'institut jusqu'en 1975.
William Ugeux mourut à Bruxelles, le 13 octobre 1997, ses funérailles se déroulèrent en l'Abbatiale de la Cambre, le 18 octobre 1997,. Il repose au cimetière de Bourgeois à Rixensart.

## Publications
- Le passage de l’Iraty, Lyon, 1962.
- Les relations publiques : une fonction sociale nouvelle, Verviers, Marabout, 1973.
- André Oleffe ou le dialogue en circuit fermé, Labor, collection Ceux d'hier et d'aujourd'hui 1973.
- Le « Groupe G » (1942-1944) : deux héros de la Résistance : Jean Burgers et Robert Leclercq, Éditions Elsevier Séquoia, Bruxelles-Paris, 1978.
- Histoires de Résistants, Éditions Duculot Paris-Gembloux, 1979.
- 150 ans d’information, Bruxelles, 1980.
- Messages Royaux 1973-1981 - Un Choix d'allocutions De SM Le Roi Baudouin Ier, Labor, Bruxelles, 1982.

## Reconnaissances
- William Ugeux fut anobli avec le titre de comte en 1989, au titre de la Résistance[12]. Il prit pour devise Comprendre pour servir.

## Littérature
- Etienne VERHOEYEN, Papiers William Ugeux, Bruxelles, CEGES, 1989.
- Bernard Balteau, William Ugeux, un témoin du siècle, éditions Racine, 1997, 184 p.,  (ISBN 2873861118) & 1998.
- André MOLITOR, In memoriam Willam Ugeux, dans: Bulletin de l'Association de la Noblesse du Royaume de Belgique, 1998.
- Oscar COOMANS DE BRACHÉNE, État présent de la noblesse belge, Annuaire 1999, Bruxelles, 1999.
- Luc MICHEL, L’emprunt Socrate en Belgique occupée (1943), Editions « APARTÉ », Bruxelles, 2025, ISBN 978-2-930-32759-4.